# Bolboceratops simonettai
Bolboceratops simonettai är en skalbaggsart som beskrevs av Carpaneto, Mignani och Piattella 1993. Bolboceratops simonettai ingår i släktet Bolboceratops och familjen Bolboceratidae. Inga underarter finns listade.